# Joaquim de Carvalho
Joaquim de Carvalho (* 10. Juni 1892 in Figueira da Foz; † 27. Oktober 1958 in Coimbra) war ein portugiesischer Hochschullehrer und Philosoph.

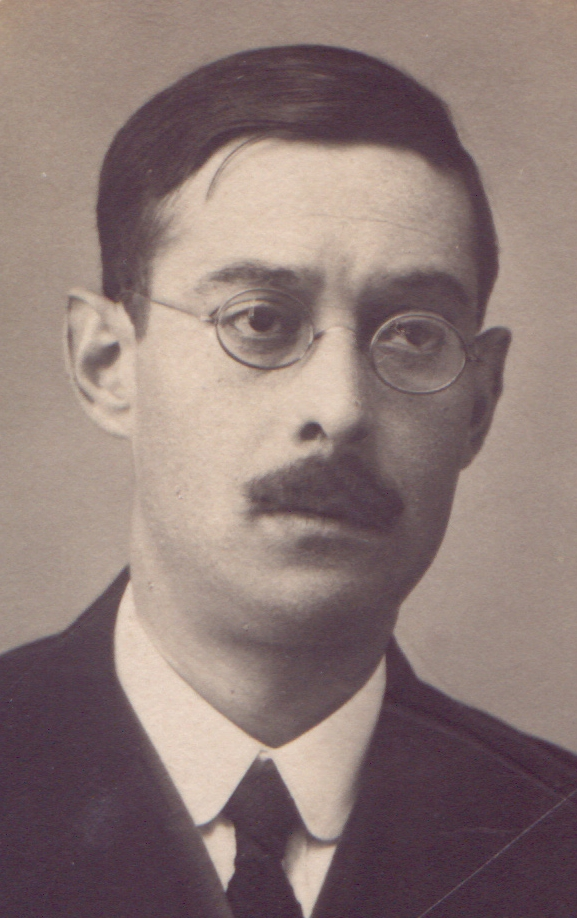
Joaquim de Carvalho (1927)

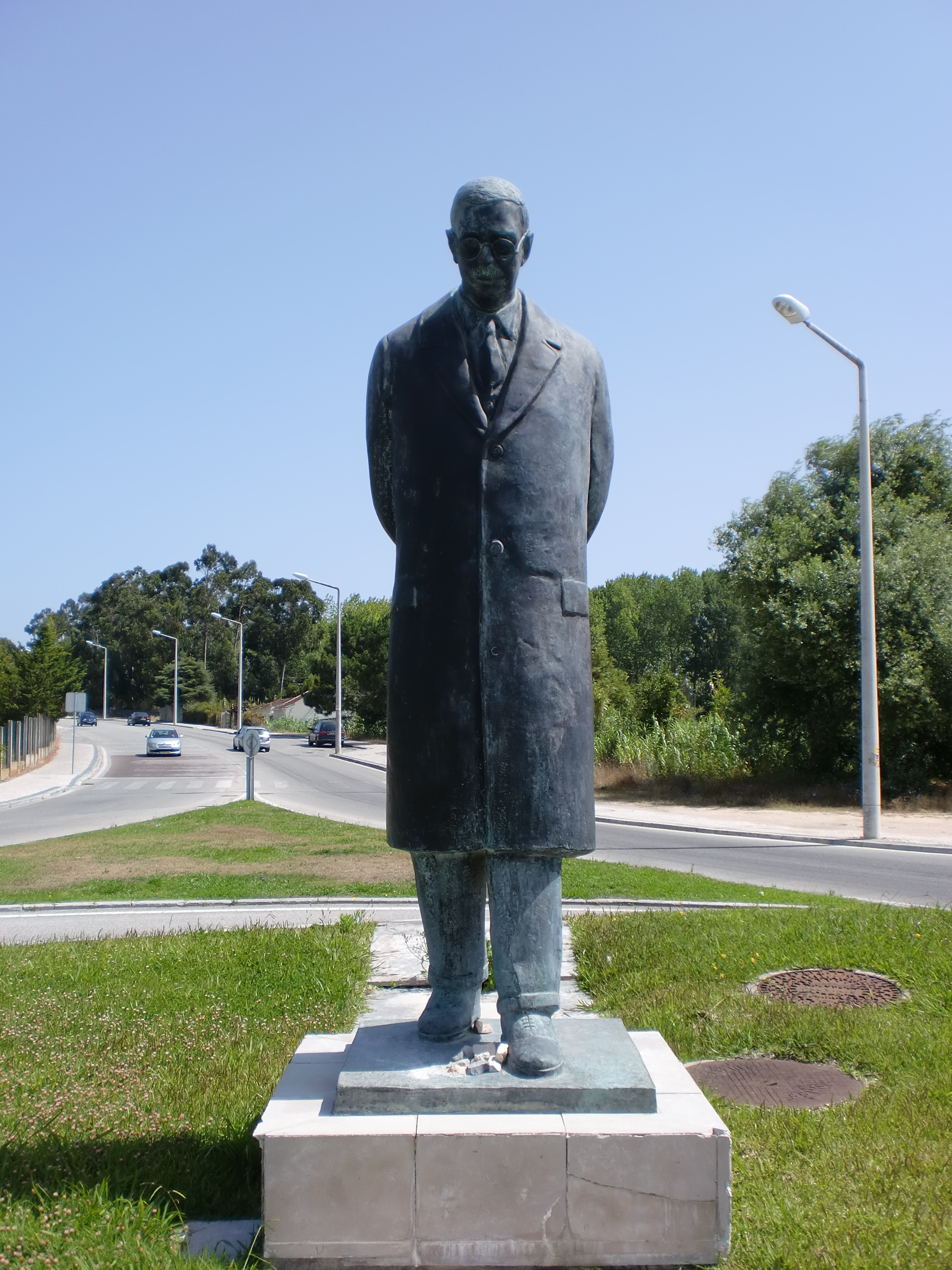
Statue in Figueira da Foz

## Leben
An der Universität Coimbra schloss er das Studium der Rechtswissenschaft 1914 und das der Philologie 1915 ab. Der 1917 promovierte Philologe wurde 1919 Professor der Fakultät in Coimbra und übernahm den Bereich der Philologiegeschichte.  Er war von 1921 bis 1934 Verantwortlicher der Universität für Presse und Veröffentlichungen und gründete die Biblioteca Filosófica und die Zeitschrift Revista da Universidade de Coimbra, deren Chefredakteur er war, dazu begründete er die Sammlung Inedita ac Rediviva. Von 1927 bis 1931 war er Leiter der Universitätsbibliotheken.
Zu seinen bedeutendsten Veröffentlichungen zählen António de Gouveia e o Platonismo da Renascença (dt.: António de Gouveia und der Platonismus der Renaissance;  Doktorarbeit 1916), Leão Hebreu, filósofo (dt.: Der Philosoph Leo Hebraeus; 1918) und diverse Monografien, darunter die vierbändige Sammlung Estudos sobre a Cultura Portuguesa (dt.: Untersuchungen zur Portugiesischen Kultur; 1947–1955).
1932 wurde er Mitglied der Ehrenlegion, und 1989 erhielt er posthum das Großkreuz des Ordens des heiligen Jakob vom Schwert verliehen.

## Bibliografie (Auswahl)
- Cadernos de Filosofia das Ciências 1: Cartas de Edmundo Curvelo a Joaquim de Carvalho (1947-1953) e outros inéditos. Centro De Filosofia Da Universidade De Lisboa, Lissabon 2008, ISBN 978-972-9979408
- Joaquim de Carvalho: Primeiras Linhas Da Historia Da Republic. Nabu Press, 2010,  ISBN 978-1146383585 (englischsprachige Veröffentlichung)